# Пессин (Франция)
Пессин (фр. Pessines) — коммуна во Франции, находится в регионе Пуату — Шаранта. Департамент коммуны — Шаранта Приморская. Входит в состав кантона Сент-Запад. Округ коммуны — Сент.
Код INSEE коммуны 17275.

## Население
Население коммуны на 2010 год составляло 772 человека.
| 1962 | 1968 | 1975 | 1982 | 1990 | 1999 | 2010 |
| ---- | ---- | ---- | ---- | ---- | ---- | ---- |
| 186  | 218  | 274  | 406  | 566  | 648  | 772  |